# RRNA
rRNA er en forkortelse for ribosomalt RNA og udgør en væsentlig bestanddel af ribosomet, der er et universelt bevaret system til naturlig proteinsyntese.
Ribosomet består i alle organismer af to underenheder (kaldet subunits), der betegnes enkeltvis efter deres sedimentationskonstant, målt i S (Svedberg). Det prokaryote (bakterielle) ribosom består således af en 30S og en 50S underenhed, mens det eukaryote (højerestående og flercellede organismer) ribosom er lidt større og består af en 40S og en 60S underenhed. Hver af disse underenheder består igen af én eller flere stykker ribosomalt RNA i kompleks med adskillige ribosomale proteiner (r-proteiner).
I prokaryoter indeholder 30S underenheden af en ribosomal RNA kaldet 16S, mens 50S underenheden indeholder to rRNA-typer, kaldet 5S og 23S.
I eukaryoter indgår et 18S rRNA i ribosomets 40S underenhed, mens 60S underenheden indeholder hele tre rRNA kaldet 5S, 5,8S og 28S rRNA. 
I alle tilfælde udgør rRNA næsten to tredjedele af et ribosoms masse, mens den resterende tredjedel består af proteiner.